# 葉背脊網蝽
葉背脊網蝽（学名：Galeatus affinis）为網蝽科脊網蝽屬下的一个种。